# Президентські вибори у США 1884
Президентські вибори в США 1884 року проходили 4 листопада та відрізнялися брудною передвиборчою кампанією та особистісними нападками. З невеликою перевагою кандидат від демократів губернатор Нью-Йорка Гровер Клівленд переміг республіканця сенатора Джеймса Блейна. Цей результат багато в чому був вирішений перемогою Клівленда в штаті Нью-Йорк з різницею лише близько тисячі голосів. Вперше з виборів 1856 року президентом став демократ.

## Вибори

### Кампанія
Запитання особистісного характеру превалювали під час цієї передвиборчої кампанії. Колишній спікер палати представників Джеймс Блейн двічі на попередніх виборах не номінувався республіканцями. 1876 року бостонський бухгалтер Джеймс Мілліган виявив листи, які показують, що Блейн продавав свій вплив в Конгресі приватним компаніям, у тому числі залізничним, в обмін на гарантію державної підтримки та забезпечення грантів на федеральну землю. Один з листів закінчувався припискою «Спали цей лист», з чого демократи створили популярну пісеньку «Спали, спали, спали листа!». Навіть частина республіканців під час передвиборчої кампанії агітували проти Блейна (т. зв. магвампи).
Клівленд був відомий своєю чесністю, але газетярі знайшли, що він мав позашлюбну дитину, яку віддав в сирітський будинок. Команда Клівленда намагається всіма силами зменшити шкоду, принесену цим скандалом.
За тиждень до виборів на одному з республіканських зібрань в Нью-Йорку, на якому був присутній Блейн, один зі священиків Семюел Берчард, виступаючи проти фракції магвампів, заявив: «Ми — республіканці і не пропонуємо залишити партію та ідентифікувати себе з партією, чиїми прабатьками були ром, католицизм та бунт». Хоча сам Блейн не звернув увагу на цей анти-католицький випад свого прихильника, демократи змогли широко використовувати його у своїй кампанії. Внаслідок католики Нью-Йорка різко налаштувалися проти Блейна та забезпечили перемогу Клівленда.

### Результати

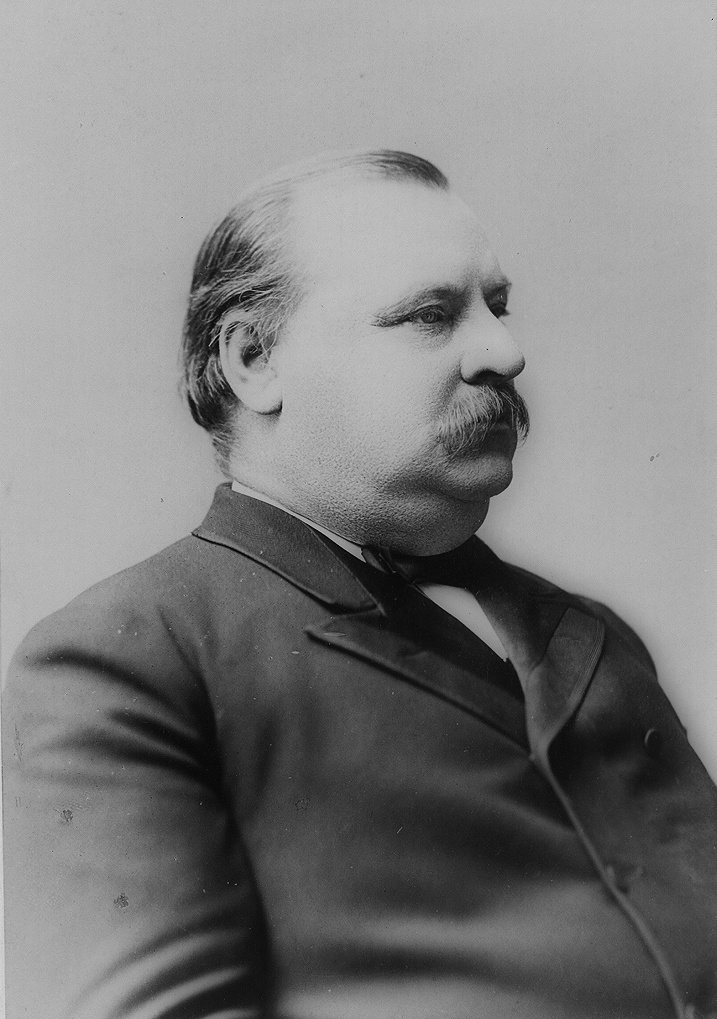
На виборах 1884 року демократ Гровер Клівленд був обраний 22-м президентом США.

| Кандидат         | Партія                                    | Виборці    | Виборці | Виборники |
| Кандидат         | Партія                                    | Кількість  | %       | Виборники |
| ---------------- | ----------------------------------------- | ---------- | ------- | --------- |
| Гровер Клівленд  | Демократична партія                       | 4 874 621  | 48,5 %  | 219       |
| Джеймс Блейн     | Республіканська партія                    | 4 848 936  | 48,2 %  | 182       |
| Бенджамін Батлер | партія грінбекеров/Анти-монопольна партія | 175 096    | 1,7 %   | 0         |
| Джон Сен-Джон    | Prohibition                               | 147 482    | 1,5 %   | 0         |
| інші             |                                           | 3 631      | 0,0 %   | 0         |
| Усього           | Усього                                    | 10 049 754 | 100 %   | 401       |